# Os 3
Os 3 é um filme brasileiro de 2011 dirigido por Nando Olival. 
Trata-se do primeiro longa-metragem solo de Nando Olival, codiretor de Domésticas. 

## Sinopse
Três jovens transformam o apartamento em um reality show onde eles são os personagens e tudo está a venda.